# اولنا اوبرامکو
اولنا اوبرامکو (انگلیسی: Olena Oberemko؛ زادهٔ ۲۶ اوت ۱۹۷۳) بازیکن زن بسکتبال اهل اوکراین بود.